# Breathitt County
Breathitt County je okres ve státě Kentucky v USA. K roku 2010 zde žilo 13 878 obyvatel. Správním městem okresu je Jackson. Celková rozloha okresu činí 1 283 km².